# Antonio Caldara
Antonio Caldara (Venetië, 1670 - Wenen 28 december 1736) was een Italiaans componist van barokmuziek.

## Biografie
Caldara was zoon van een Venetiaans violist. Op jonge leeftijd werd hij koorzanger in de San Marco basiliek in Venetië, waar hij verschillende instrumenten leerde bespelen, vermoedelijk met Giovanni Legrenzi als leermeester. In 1699 verhuisde hij naar Mantua, waar hij kapelmeester werd bij Ferdinando Carlo, de hertog van Mantua, tot die stierf. In 1707 verhuisde Caldara naar Rome en kort daarna naar Barcelona, waar hij huiscomponist werd van de Spaanse troonpretendent Karel van Oostenrijk, die een koninklijke hofhuishouding had in Barcelona. Daar schreef Caldara de allereerste Italiaanse opera's die in Spanje werden uitgevoerd. In 1709 keert hij terug naar Rome en werd er kapelmeester bij Francesco Maria Ruspoli Marescotti. In 1716 bekleedde hij een soortgelijke functie in Wenen aan het Keizerlijk Hof waar hij samen met zijn gedroomde opvolger Andrea Zani in dienst was bij de Habsburgers. Hij bleef in Wenen tot aan zijn dood. Zani volgde hem niet op maar ging terug naar zijn geboortestad Casalmaggiore.
Caldara is bekend als componist van opera's, cantates en oratoria. Verschillende van zijn werken bevatten libretti van Pietro Metastasio.